# 퀀틱 드림
퀀틱 드림(Quantic Dream)은 프랑스의 비디오 게임 개발사이다. 1997년 5월 파리에 본사로 설립됐다. 2022년 8월에 넷이즈가 자사의 첫 유럽개발사로서 인수했다.
인터랙티브 스토리텔링 위주의 어드벤처 게임 제작이 주업무이며 데이비드 케이지가 주기획자이다. 제작 작품은 《더 노매드 소울 (1999)》, 《파렌하이트 (2005)》, 《헤비 레인 (2010)》, 《비욘드: 투 소울즈 (2013)》와 《디트로이트: 비컴 휴먼 (2018)》 총 5종이 있다. 영화나 게임의 모션 캡처도 맡는다.